# Cholasettyhalli, Gauribidanur
Cholasettyhalli là một làng thuộc tehsil Gauribidanur, huyện Kolar, bang Karnataka, Ấn Độ.